# 26 Ursae Majoris
26 Ursae Majoris, som är stjärnans Flamsteed-beteckning, är en ensam stjärna belägen i den mellersta delen av stjärnbilden Stora björnen. Den har en skenbar magnitud på ca 4,47 och är svagt synlig för blotta ögat där ljusföroreningar ej förekommer. Baserat på parallaxmätning inom Hipparcosuppdraget på ca 12,4 mas, beräknas den befinna sig på ett avstånd på ca 262 ljusår (ca 80 parsek) från solen. Den rör sig bort från solen med en heliocentrisk radialhastighet av ca 22 km/s.

## Egenskaper
26 Ursae Majoris är en vit till blå stjärna i huvudserien av spektralklass A0 Vn där ’n’-suffixet anger diffusa linjer i stjärnans spektrum till följd av snabb rotation. Stjärnan har en projicerad rotationshastighet av 165 km/s, som ger den en något tillplattad form med en ekvatorialradie som är 8 procent större än polarradien. Den har en massa som är ca 2,2 solmassor, en radie som är ca 2,2 solradier och utsänder ca 99 gånger mera energi än solen från dess fotosfär vid en effektiv temperatur på ca 9 800 K.